# Palipraxie
Palipraxie bezeichnet das Wiederholen eigener Bewegungen oder Handlungen. Das Wiederholen von Bewegungen und Handlungen anderer Personen wird als Echopraxie bezeichnet. Repetitive Störungen dieser Art treten u. a. beim Tourette-Syndrom und beim fortgeschrittenen Parkinson-Syndrom auf.